# Relient K
Relient K é uma banda de rock alternativo, rock cristão e punk rock de Ohio, Estados Unidos. Foi fundada em 1998.
Matthew Thiessen na vocal, guitarra e piano, Brian Pittman (que já não pertence à banda) no baixo e Matt Hoopes na guitarra.
A banda está associada à cultura da Música cristã contemporânea e ao punk cristão. Apesar de ser uma banda de rock cristão, já atuaram com outros géneros musicais, tendo mesmo tido sucesso nas críticas do pop punk e o rock alternativo. A banda possui uma sonoridade que inclui piano e elementos acústicos; sendo que os termos mais usados nas letras são os de Deus e Jesus. Desde a sua formação a banda já editou cinco álbuns de estúdio, sete EPs, dois álbuns de Natal e uma coleção de raridades. A banda já recebeu diversos prémios, incluindo uma nomeação ao Grammy Award em 2003, na categoria Best Rock Gospel Album e dois Dove Awards.
Em 2007, o quinto álbum de estúdio foi o de maior sucesso para a banda, de nome Five Score and Seven Years Ago estreou no nº 6 da Billboard 200 e vendeu mais de 60 mil cópias na primeira semana.

## História

### Formação e All Work and No Play(1998–2000)
Matthew Thiessen conheceu o guitarrista Matthew Hoopes, o baixista Brian Pittman e o baterista Todd Frescone em sua igreja na cidade de Canton. Todas as quartas-feiras à noite eles apresentavam canções de adoração de três acordes para seu grupo de jovens, mas também começaram a escrever suas próprias canções e então fundaram o Relient K, com o nome inspirado no carro de Hoopes, Reliant K; eles escreveram o nome errado de propósito para se distinguirem do carro com o mesmo nome e evitarem processo. Eles começaram a se apresentar em uma cafeteria chamada Java Land, implorando aos amigos para irem aos shows. Como todos estudavam em escolas diferentes, eles tinham um grande círculo de amigos para divulgar e, em seu segundo show, 200 jovens compareceram. Thiessen disse a Robert Cherry no Cleveland Plain Dealer que a falta de uma cena musical em Canton realmente os ajudou: "Nossos shows se tornaram algo para fazer."
Relient K foi descoberto por Mark Lee Townsend, ex-guitarrista de turnê do DC Talk, que também era pai de Danielle, namorada de Hoopes (com quem ele se casou mais tarde). Townsend viu potencial na banda e produziu a demo All Work & No Play (única com o baterista original Todd Frescone), na qual o apresentou á Toby McKeehan, proprietário da gravadora cristã Gotee Records, que se interessou pelo Relient K e assinou um contrato de gravação com a banda.
Com a Gotee a banda lançou o seu EP de estreia, 2000 A.D.D. em 2000, com Stephen Cushman na bateria e mais tarde lançaram seu álbum de estréia homónimo, Relient K. O álbum apresentou uma sonoridade de rock cristão e letras com refêrencias da cultura pop para ilustrar princípios bíblicos. O primeiro single do álbum chamado My Girlfriend, causou uma pequena polêmica no mundo da música cristã por contêm referência ao cantor secular Marilyn Manson, apesar da mensagem da canção se referir a uma amiga de Thiessen ser "consumida" pela música de Manson. Thiessen declarou: "Algumas mães não queriam que seus filhos ouvissem nossos discos e outras coisas, mas isso é esperado. As pessoas procuram coisas assim às vezes só porque querem estar seguras o tempo todo". O videoclipe de My Girlfriend ganhou o prêmio Billboard Music Video Award e uma indicação ao Dove Award.
Cushman deixou a banda nesse mesmo ano, juntando-se á banda de metal cristão Narcissus. Brett Schoneman da banda cristã Philmore entrou para a banda temporariamente, seguido de Jared Byers, o baterista da banda cristã Bleach, até Dave Douglas ter-se junto em Dezembro de 2000.

### The Anatomy of the Tongue in Cheek(2001–2002)
Em 2001 lançam The Anatomy of the Tongue in Cheek, em 2001. Mais uma vez possui uma sonoridade e referências da cultura pop, bem como faixas mais calmas e muita guitarra.
As músicas de maior destaque deste álbum foram "Sadie Hawkins Dance", "Failure to Excommunicate", "Less Is More" e "For The Moments I Feel Faint". As três últimas citadas, tratando de temas como fé e pecado. "For The Moments I Feel Faint" é um remake de uma das faixas do primeiro álbum da banda, All Work & No Play, assim como "I'm Lion-O", outro remake também presente neste álbum.

### Two Lefts Don't Make a Right...but Three Do(2003)
Em 2003, a banda lança Two Lefts Don't Make a Right...but Three Do. As referências à cultura pop são menores, o som e as vocais são mais definidas. Two Lefts Don't Make a Right…but Three Do combina músicas calmas como em The Anatomy of the Tongue in Cheek mas com muita alma e significado. O disco foi nomeado para os Grammy Awards na categoria de Best Rock Gospel Album e ganhou um Dove Awards na categoria de Modern Rock Album of the Year em 2004.
A banda lançou igualmente uma edição limitada em vinil, The Vinyl Countdown. O álbum foi dedicado a Jesse Alkire, amigo pessoal de Matthew Thiessen, no qual o inspirou na música "The Vinyl Countdown.".

### Mmhmm(2004–2007)
A banda lançou no final de 2004 o quarto álbum de estúdio, Mmhmm. O novo álbum introduziu uma sonoridade mais Hardcore melódico e também música pop, não esquecendo o piano. Em Julho de 2005, o disco foi certificado Ouro por vendas superiores a 500 mil cópias, tendo sido alcançado a marca de 796 mil cópias.
Foi anunciado em 2006 que o seu segundo disco, The Anatomy of the Tongue in Cheek, atingira o disco de Ouro, sendo certificado pela RIIA.
Pouco depois do lançamento de Mmhmm, o baixista Brian Pittman deixou a banda, afirmando que estava cansado das tornés e que queria tirar umas férias. Pouco depois juntou-se á banda de metal cristão Inhale Exhale.
Em 2005, a banda participou na compilação Punk Goes 80's da banda The Bangles.
O álbum Mmhmm foi galardoado com um Dove Awards em 2006 na categoria "Rock Album of the Year". Foi igualmente nomeado para Artista do Ano e Banda do Ano nos GMA Canada, os prémios da música gospel em 2006. Nesse mesmo ano, a banda produziu a cover de "Between You and Me" dos dc Talk do álbum Jesus Freak, que saiu no álbum de tributo Freaked!.

### Five Score and Seven Years Ago(2007–presente)
As gravações do novo disco começaram a 18 de Junho de 2006, indo até Agosto do mesmo ano. Thiessen disse que o nome do álbum surgiu porque como era o quinto álbum da banda, e era a primeira vez todos os cinco membros gravavam juntos, e ainda fazia sete anos que tinham fundado a banda.
A banda esperava lançar o disco em Novembro desse ano, sendo a data oficial anunciada a 6 de Março de 2007.Five Score and Seven Years Ago estreou no nº 6 da Billboard 200, vendendo cerca de 64 mil cópias na primeira semana.
O primeiro single do disco foi "Must Have Done Something Right". O single foi muito bem recebido, tendo sido a quarta música mais tocada nas rádios cristãs, Christian Hit Radio (CHR) em 2007, de acordo com a revista "R&R"
A banda lançou Let it Snow, Baby... Let it Reindeer, um álbum de Natal, em 23 de Outubro de 2007. O disco continha todas as faixas de Deck the Halls, Bruise Your Hand e ainda seis novas músicas. Este disco chegou ao nº 15 da loja do iTunes e ao nº 96 da Billboard 200.

## Integrantes

### Membros
- Matt Thiessen –  vocal, guitarra, piano (1998–atualmente)
- Matt Hoopes – guitarra, vocal de apoio (1998–atualmente)
- John Warne – baixo, vocal de apoio (2004–atualmente)
- Jon Schneck – guitarra, vocal de apoio (2005–atualmente)
- Ethan Luck - bateria (2008-atualmente)

### Ex-membros
- Todd Frascone – bateria(1998)
- Stephen Cushman – bateria, vocal de apoio (1998–2000)
- Brett Schoneman - bateria (2000)
- Jared Byers – bateria (2000)
- Brian Pittman –  guitarra (1998–2004)
- Dave Douglas - bateria, vocal de apoio (2000-2007)

## Discografia

### Demo
| Ano  | Título             | Gravadora(s) |
| ---- | ------------------ | ------------ |
| 1998 | All Work & No Play | Independente |

### Álbuns de estúdio
| Ano  | Título                                      | Gravadora(s)                                   |
| ---- | ------------------------------------------- | ---------------------------------------------- |
| 2000 | Relient K                                   | Gotee Records                                  |
| 2001 | The Anatomy of the Tongue in Cheek          | Gotee Records                                  |
| 2003 | Two Lefts Don't Make a Right...but Three Do | Gotee Records                                  |
| 2004 | Mmhmm                                       | Mono Vs Stereo, Gotee Records, Capitol Records |
| 2007 | Five Score and Seven Years Ago              | Gotee Records Capitol Records, EMI             |
| 2009 | Forget and Not Slow Down                    | Mono Vs Stereo Jive Records                    |
| 2013 | Collapsible Lung                            | Mono Vs Stereo                                 |
| 2016 | Air for free                                | Mono vs Stereo                                 |

### EPs
| Ano  | Título                                               | Gravadora(s)   |
| ---- | ---------------------------------------------------- | -------------- |
| 2000 | 2000 A.D.D.                                          | Gotee          |
| 2001 | The Creepy EP                                        | Gotee          |
| 2002 | Employee of the Month EP                             | Gotee          |
| 2003 | The Vinyl Countdown                                  | Mono Vs Stereo |
| 2005 | Apathetic EP                                         | Gotee Capitol  |
| 2008 | The Bird and the Bee Sides / The Nashville Tennis EP | Gotee Capitol  |

### Outros
| Ano  | Título                               | Gravadora(s)  |
| ---- | ------------------------------------ | ------------- |
| 2003 | Deck the Halls, Bruise Your Hand     | Gotee Records |
| 2007 | Let it Snow, Baby... Let it Reindeer | Gotee Records |